# Dolichocybaeus kompiraensis
Dolichocybaeus kompiraensis är en spindelart som beskrevs av Komatsu 1968. Dolichocybaeus kompiraensis ingår i släktet Dolichocybaeus och familjen vattenspindlar. Inga underarter finns listade i Catalogue of Life.